# Нюанс
Нюа́нс (фр. nuance) — оттенок, небольшое различие, едва заметный переход в значении слов, речевой интонации, звуках, красках и т. п.
Термин широко употребляется в музыке (см. Нюансы), где под ним понимаются как динамические оттенки, так и оттенки характера звучания. Совокупность нюансов, применяемых в исполнении музыкального произведения, называется нюансировкой. Оттенки обычно указываются автором при создании произведения, однако в процессе исполнения могут по-разному реализовываться исполнителями, чем в значительной степени и определяется своеобразие индивидуальных интерпретаций.
В пластических искусствах нюанс — минимальное различие качеств формы (массы, объёма, тона, цвета, фактуры). Этому понятию противоположен контраст как максимальное различие, противоположность, противопоставление. Чаще всего термин «нюанс» используется в отношении живописи и графики, означая тонкий переход одного цветового тона в другой либо одной светотеневой градации в другую. В искусстве композиции контраст и нюанс служат одновременно акцентированию отдельных элементов и достижению цельности.
Применительно к языку термин «нюанс» означает тонкие оттенки смысла: в научных формулировках, юридических документах и т. п. Применительно к речи под нюансом понимаются оттенки и вариации интонаций, темпа или тембра. Разнообразие нюансов в речи позволяет более эффективно воздействовать на слушателей и свидетельствует об ораторском мастерстве говорящего.